# Hill n Dale, Florida
Hill n Dale, Florida (енгл. Hill n Dale) насељено је место без административног статуса у америчкој савезној држави Флорида.

## Демографија
По попису из 2010. године број становника је 1.934, што је 498 (34,7%) становника више него 2000. године.
| Група             | 2000.       | 2010.         |
| Белци             | 944 (65,7%) | 1.201 (62,1%) |
| Афроамериканци    | 356 (24,8%) | 456 (23,6%)   |
| Азијати           | 8 (0,6%)    | 12 (0,6%)     |
| Хиспаноамериканци | 109 (7,6%)  | 210 (10,9%)   |
| Укупно            | 1.436       | 1.934         |